# 辣木
辣木（学名：[Moringa oleifera] 错误：{{Lang}}：文本有斜体标记（帮助））別名鼓槌樹，为辣木科辣木属下的一个种，原產於南亞熱帶和亞熱帶地區，抗旱且快速增長。因此在一些非原生地亦是具侵略性的入侵物種。

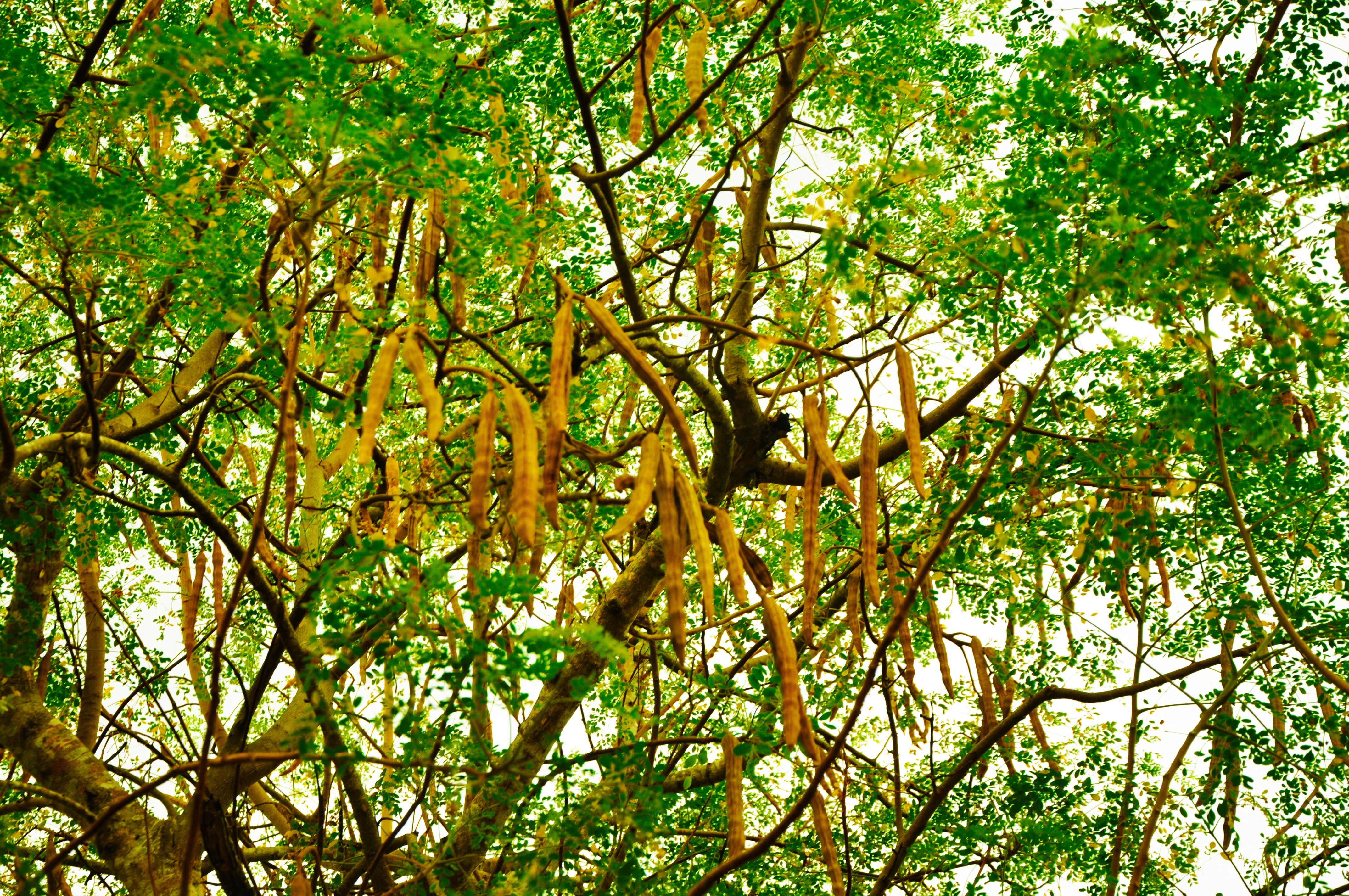
在坦桑尼亚的辣木树与长形蒴果。

## 用途
辣木多部分皆可食用，故它被廣泛栽培使用種子莢和葉作為蔬菜和傳統醫學草藥，同時也用於水淨化。辣木也由台灣亞蔬—世界蔬菜中心積極培育中。

## 扩展阅读
- 維基物種上的相關：辣木